# La Jeune Fille à la guitare
Pour plus de détails, voir Fiche technique et Distribution.
La Jeune Fille à la guitare (Девушка с гитарой, Devushka s gitaroy) est un film soviétique réalisé par Alexandre Feinzimmer, sorti en 1958,.

## Fiche technique
- Titre français : La Jeune Fille à la guitare[3]
- Titre original : Девушка с гитарой
- Photographie : Alekseï Temerin
- Musique : Arkadi Ostrovski, Youri Saulski
- Décors : Evgeniï Tcherniaiev, Boris Tsarev, Tamara Antonova
- Montage : Lidiia Lysenkova